# Walt Faulkner
Walt Faulkner (* 16. Februar 1920 in Tell, Texas; † 22. April 1956 auf dem West Coast Speedway, Kalifornien) war ein US-amerikanischer Autorennfahrer.

## Karriere
Walt Faulkner war in den 1950er-Jahren regelmäßig in der AAA-National-Serie und in der NASCAR am Start. 1950 war er bei den 500 Meilen von Indianapolis der erste Rookie, der die Pole-Position herausfahren konnte.
Da die 500 Meilen von Indianapolis von 1950 bis 1960 zur Weltmeisterschaft der Formel 1 gehörten, nahm Faulkner auch an fünf Weltmeisterschaftsläufen teil. 1955 wurde er Fünfter, teilte sich das Cockpit mit Bill Homeier (Fahrerwechsel waren damals erlaubt) und erzielte einen WM-Punkt.
Walt Faulkner verunglückte im April 1956 bei einem USAC-Stock-Car-Rennen in Kalifornien tödlich.

## Statistik

### Indy-500-Ergebnisse
| Jahr | Startnr. | Start | Qual (km/h) | Ergebnis | Runden | Führung | Ausfall                                   |
| ---- | -------- | ----- | ----------- | -------- | ------ | ------- | ----------------------------------------- |
| 1950 | 98       | 1     | 216,180     | 7        | 135    | 0       |                                           |
| 1951 | 2        | 14    | 220,251     | 15       | 123    | 0       | Motor                                     |
| 1952 | 3        | DNQ   |             |          |        |         |                                           |
| 1953 | 23       | 14    | 220,637     | 172      | 176    | 0       | Übergabe an Mantz                         |
| 1954 | 44       | DNQ   |             |          |        |         |                                           |
| 1954 | 97       | DNQ   |             |          |        |         |                                           |
| 1954 | 98       |       |             | 122      | 116    | 0       | fuhr Stevensons Wagen; Rd. 56-94; 123-199 |
| 1955 | 77       | 7     | 224,902     | 52       | 176    | 0       | Übergabe an Homeier; Rd. 138-161          |

| Legende  | Legende            | Legende                                                          |
| Farbe    | Abkürzung          | Bedeutung                                                        |
| -------- | ------------------ | ---------------------------------------------------------------- |
| Gold     | –                  | Sieg                                                             |
| Silber   | –                  | 2. Platz                                                         |
| Bronze   | –                  | 3. Platz                                                         |
| Grün     | –                  | Platzierung in den Punkten                                       |
| Blau     | –                  | Klassifiziert außerhalb der Punkteränge                          |
| Violett  | DNF                | Rennen nicht beendet (did not finish)                            |
| Violett  | NC                 | nicht klassifiziert (not classified)                             |
| Rot      | DNQ                | nicht qualifiziert (did not qualify)                             |
| Rot      | DNPQ               | in Vorqualifikation gescheitert (did not pre-qualify)            |
| Schwarz  | DSQ                | disqualifiziert (disqualified)                                   |
| Weiß     | DNS                | nicht am Start (did not start)                                   |
| Weiß     | WD                 | zurückgezogen (withdrawn)                                        |
| Hellblau | PO                 | nur am Training teilgenommen (practiced only)                    |
| Hellblau | TD                 | Freitags-Testfahrer (test driver)                                |
| ohne     | DNP                | nicht am Training teilgenommen (did not practice)                |
| ohne     | INJ                | verletzt oder krank (injured)                                    |
| ohne     | EX                 | ausgeschlossen (excluded)                                        |
| ohne     | DNA                | nicht erschienen (did not arrive)                                |
| ohne     | C                  | Rennen abgesagt (cancelled)                                      |
| ohne     | keine WM-Teilnahme |                                                                  |
| sonstige | P/fett             | Pole-Position                                                    |
| sonstige | 1/2/3/4/5/6/7/8    | Punktplatzierung im Sprint-/Qualifikationsrennen                 |
| sonstige | SR/kursiv          | Schnellste Rennrunde                                             |
| sonstige | *                  | nicht im Ziel, aufgrund der zurückgelegten Distanz aber gewertet |
| sonstige | ()                 | Streichresultate                                                 |
| sonstige | unterstrichen      | Führender in der Gesamtwertung                                   |

### Einzelergebnisse in der Sportwagen-Weltmeisterschaft
| Saison | Team      | Rennwagen     | 1   | 2   | 3   | 4   | 5   | 6   | 7   |
| ------ | --------- | ------------- | --- | --- | --- | --- | --- | --- | --- |
| 1953   | Bob Estes | Lincoln Capri | SEB | MIM | LEM | SPA | NÜR | RTT | CAP |
| 1953   | Bob Estes | Lincoln Capri |     |     |     | 8   |     |     |     |
| 1954   | Lincoln   | Lincoln Capri | BUA | SEB | MIM | LEM | RTT | CAP |     |
| 1954   | Lincoln   | Lincoln Capri |     |     | 10  |     |     |     |     |